# Виџајавада
Виџајавада је град у Индији у држави Андра Прадеш. Према незваничним резултатима пописа 2011. у граду је живело 1.048.240 становника.

## Географија

### Клима
| Клима (Виџајавада)         | Клима (Виџајавада) | Клима (Виџајавада) | Клима (Виџајавада) | Клима (Виџајавада) | Клима (Виџајавада) | Клима (Виџајавада) | Клима (Виџајавада) | Клима (Виџајавада) | Клима (Виџајавада) | Клима (Виџајавада) | Клима (Виџајавада) | Клима (Виџајавада) | Клима (Виџајавада) |
| Показатељ \ Месец          | .Јан.              | .Феб.              | .Мар.              | .Апр.              | .Мај.              | .Јун.              | .Јул.              | .Авг.              | .Сеп.              | .Окт.              | .Нов.              | .Дец.              | .Год.              |
| -------------------------- | ------------------ | ------------------ | ------------------ | ------------------ | ------------------ | ------------------ | ------------------ | ------------------ | ------------------ | ------------------ | ------------------ | ------------------ | ------------------ |
| Средњи максимум, °C (°F)   | 30,0 (86)          | 32,8 (91)          | 35,4 (95,7)        | 40,5 (104,9)       | 46,6 (115,9)       | 42,5 (108,5)       | 36,9 (98,4)        | 32,4 (90,3)        | 32,6 (90,7)        | 31,8 (89,2)        | 30,4 (86,7)        | 29,5 (85,1)        | 46,6 (115,9)       |
| Средњи минимум, °C (°F)    | 18,9 (66)          | 20,1 (68,2)        | 22,6 (72,7)        | 25,8 (78,4)        | 27,9 (82,2)        | 27,4 (81,3)        | 25,4 (77,7)        | 25,2 (77,4)        | 25,2 (77,4)        | 24,2 (75,6)        | 20,9 (69,6)        | 18,8 (65,8)        | 18,8 (65,8)        |
| Количина падавина, mm (in) | 1 (0,4)            | 4 (1,6)            | 5 (2)              | 15 (5,9)           | 71 (28)            | 136 (53,5)         | 250 (98,4)         | 197 (77,6)         | 164 (64,6)         | 169 (66,5)         | 45 (17,7)          | 10 (3,9)           | 1,067 (420,1)      |
| [ тражи се извор ]         |                    |                    |                    |                    |                    |                    |                    |                    |                    |                    |                    |                    |                    |

## Становништво
Према незваничним резултатима пописа, у граду је 2011. живело 1.048.240 становника.
| 1991.   | 2001.   | 2011.     |
| ------- | ------- | --------- |
| 701.827 | 851.282 | 1.048.240 |